# زیردریایی کلاس اکو
زیردریایی کلاس اکو (به انگلیسی: Echo-class submarine) یک کلاس از زیردریایی است که طول آن ۱۱۱٫۲ متر (۳۶۴ فوت ۱۰ اینچ) می‌باشد.